# Cloche de Chersonèse

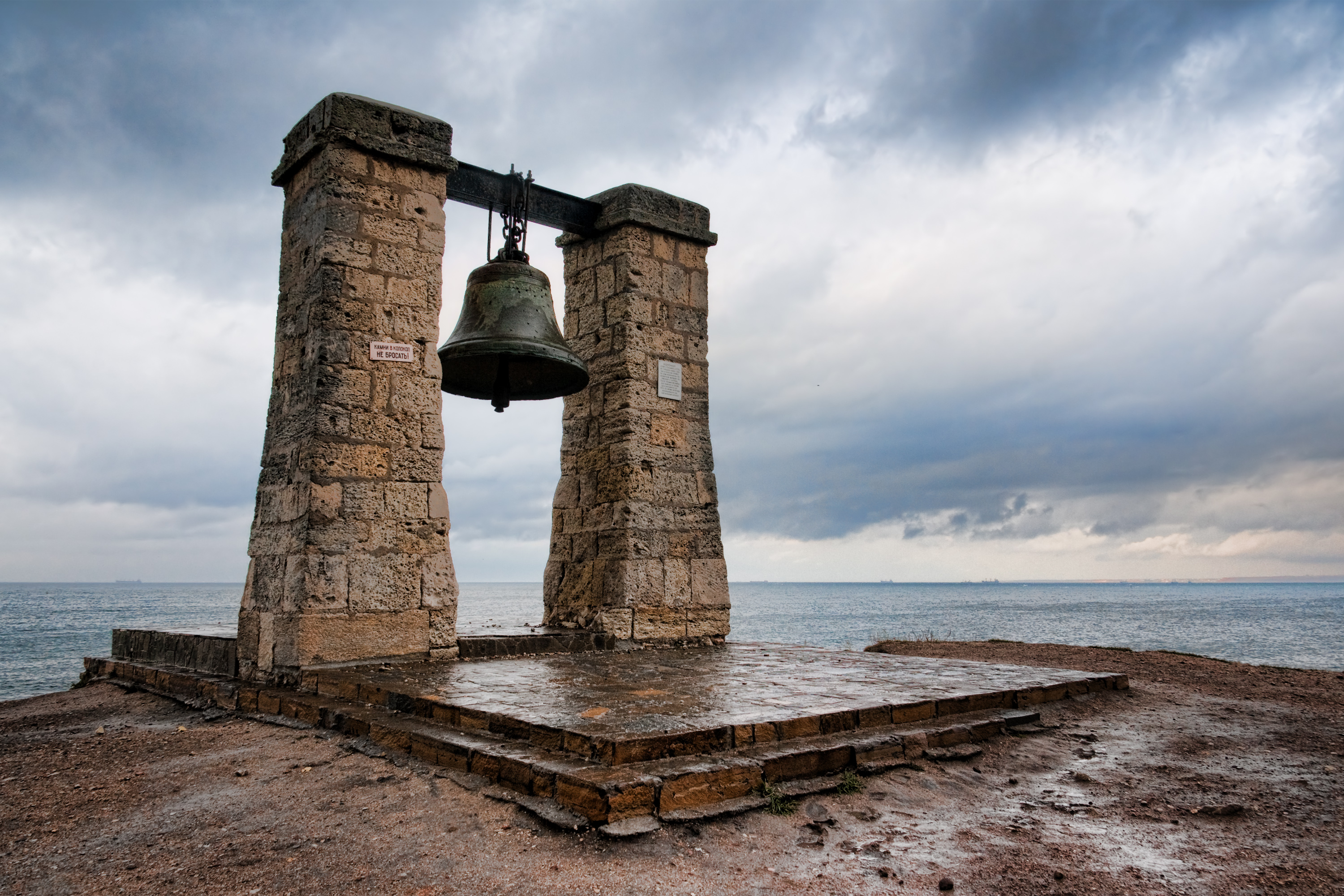
Cloche de Chersonèse (Chersonesos)

La Cloche de Chersonèse, nichée au cœur de la Réserve Archéologique près de la mer Noire à Sébastopol, est une pièce maîtresse de l'histoire maritime et religieuse de la région. Pesant 5,5 tonnes et fondue à partir de canons turcs, cette cloche emblématique a été prise comme trophée lors de la Guerre de Crimée en 1856 et transportée à Paris, avant de retrouver son site d'origine en 1913. Ornée de gravures détaillées de Saint-Nicolas et d'un autre saint, elle illustre l'importance culturelle du lieu. Servant d'instrument pour les prières monastiques et de signal pour les navires en cas de brume, la Cloche de Chersonèse continue d'attirer les visiteurs. Elle est maintenant située au bord de la rue Drevnyaya et aux abords de la côte.

## Événements
La cloche de brouillard, installée à Chersonèse, a sonné le 16 avril en signe de solidarité avec les Parisiens après l'incendie de la cathédrale Notre-Dame. La célèbre cloche a été coulée à partir de canons turcs capturés il y a plus de 240 ans. Pendant la guerre de Crimée, il fut transporté à Paris et installé dans l'une des tours de la cathédrale Notre-Dame. Il y est resté 50 ans. En 1913, en signe des relations alliées entre la Russie et la France, la cloche fut restituée à Sébastopol.